# Hl. Sava (Polom)

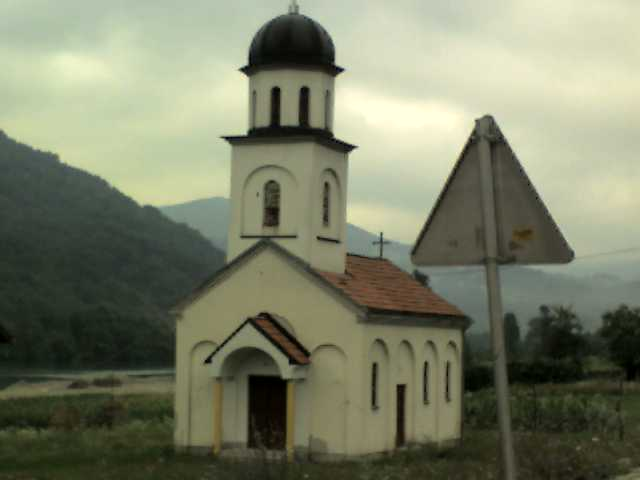
Die Kirche Hl. Sava in Polom

Die Kirche Hl. Sava (serbisch: Црква Светог Саве, Crkva Svetog Save) ist eine Serbisch-orthodoxe Kirche im zur Gemeinde Bratunac gehörigen Dorf Polom im nordöstlichen Bosnien und Herzegowina.
Die von 1989 bis 1990 erbaute Filialkirche ist dem Hl. Sava von Serbien, dem Begründer der Serbisch-orthodoxen Kirche und Nationalheiligen, geweiht. 
Sie gehört zur Pfarrei Kravica im Dekanat Srebrenica-Podrinje der Metropolie Dabrobosnien der Serbisch-Orthodoxen Kirche.

## Lage
Das Dorf Polom liegt im nordöstlichen Teil der Republika Srpska an der Drina, die hier die Grenze zu Serbien darstellt. Der Ort hatte bei der Volkszählung von 2013 436 Einwohner und besteht aus den Weilern Donji Polom, Gornji Polom, Jokići, Križine, Polom und Simići. 
Polom und seine Kirche gehörten bis 1998 zur Pfarrei Drinjača in der Opština Zvornik. Die Kirchenbucheintragungen für Polom wurden bis 1998 in den Kirchenbüchern der Pfarrei Drinjača geführt. Seit 1998 werden sie in den Kirchenbüchern der Pfarrei Kravica geführt.
Zur Pfarrei Kravica gehören außer Polom folgende Dörfer: Kravica, Repovac, Hranča und Ježeštica. Derzeitiger Pfarreipriester ist Nenad Đurić (Stand: 2018). Neben der Kirche steht die Grundschule des Dorfes. 

## Geschichte
Mit dem Bau der Kirche begann man 1989 nach einem Entwurf von Dragan Ignjatović aus Drinjača. Noch im gleichen Jahr segnete der damalige Bischof der Eparchie Zvornik-Tuzla Vasilije (Kačavenda) die Kirchenfundamente. Am 18. Juli 1990 weihte Bischof Vasilije (Kačavenda) die Kirche Hl. Sava feierlich. 
Bis zum Mai 2019 gehörte das Dekanat Srebrenica-Podrinje und somit die Kirche zur Eparchie Zvornik-Tuzla, als durch den Heiligen Synod der Serbisch-orthodoxen Kirche auf den gemeinsamen Vorschlag des Metropoliten der Metropolie Dabrobosnien Hrizostom Jević und des Bischofs der Eparchie Zvornik-Tuzla Fotije Sladojević, eine territoriale Anpassung vorgenommen wurde. 
Dabei kam das ganze Dekanat Srebrenica-Podrinje und die Pfarrei Olovo des Dekanats Tuzla zur Metropolie Dabrobosnien, damit wurde die alte territoriale Größe der Metropolie wieder hergestellt, denn am 1. Januar 1914 hatte der damalige Metropolit Dabrobosniens Nikolaj Mandić das Dekanat und die Pfarrei per Dekret der Eparchie Zvornik-Tuzla angegliedert. 

## Architektur
Die Kirche misst 14 × 7 m. Im Jahr 1990 stellte der aus Polom stammende Todor Radović die Ikonostase der Kirche aus Waldkiefernholz her. Auf der Ikonostase wurden die alten Ikonen aus der Kirche Hl. Apostel Peter und Paul in Vlasenica angebracht. Erbaut ist die Kirche im serbisch-byzantinischen Stil.

## Quelle
- Artikel über die Kirche auf der Seite der Eparchie Zvornik-Tuzla (serbisch)
- Artikel über die Adaption auf der Seite der Metropolie Dabrobosnien, (serbisch)

Koordinaten: 44° 15′ 51,6″ N, 19° 15′ 39,3″ O